# Kuz Kunar
Kuz Kunar (paschtunisch ښېوه ولسوالۍ) ist ein Distrikt in der afghanischen Provinz Nangarhar. Die Fläche beträgt 298,1 Quadratkilometer und die Einwohnerzahl 64.370 (Stand: 2022).
Hauptort von Kuz Kunar ist die gleichnamige Gemeinde am Fluss Kunar.